# (65859) Mädler
(65859) Madler  es un asteroide perteneciente al cinturón exterior de asteroides (concretamente a la familia de Hilda), descubierto el 9 de abril de 1997 por Eric Walter Elst desde el Observatorio La Silla, en Chile.

## Designación y nombre
Madler se designó inicialmente como 1997 GF42.
Más adelante fue nombrado en honor al astrónomo alemán Johann Heinrich von Mädler (1794-1874).

## Características orbitales
Madler orbita a una distancia media del Sol de 3,9769 ua, pudiendo acercarse hasta 3,3600 ua y alejarse hasta 4,5938 ua. Tiene una excentricidad de 0,1551 y una inclinación orbital de 5,4548° grados. Emplea en completar una órbita alrededor del Sol 2896 días.

## Características físicas
Su magnitud absoluta es 13,3. Tiene 14,225 km de diámetro. Su albedo se estima en 0,046.